# Sekstus Wettulenus Cerialis
Sekstus Wettulenus Cerialis – rzymski dowódca legionów i polityk w I wieku n.e.
Cerialis pochodził z Raets, miejscowości położonej niedaleko Rzymu (na północnym wschodzie). Należał do senatorskiego stanu. Za cesarza Nerona sprawował prestiżową funkcję quaestor Augusti (kwestor prowincji cesarskiej). Następnie pełnił urząd praetor Augusti.
W czasie wojny żydowskiej Cerialis był dowódcą V Legionu Macedonica, a następnie został mianowany legatem Judei, obejmując to stanowisko około połowy roku 71 po Terencjuszu Rufusie oraz został dowódcą Legionu X Fretensis. W 71 roku został zastąpiony przez Sekstusa Lucyliusza Bassusa.
W latach 72–73 Cerialis był dodatkowym konsulem (consul suffectus). Następnie został legatem Mezji (74/75-78/79). Przypuszcza się, że ukoronowaniem jego kariery było namiestnictwo prowincji Africa.